# Puynormand

Puynormand este o comună în departamentul Gironde din sud-vestul Franței. În 2009 avea o populație de 310 de locuitori.

## Evoluția populației
| An        | 1975 | 1982 | 1990 | 1999 | 2006 | 2009 |
| --------- | ---- | ---- | ---- | ---- | ---- | ---- |
| Populație | 272  | 228  | 244  | 247  | 299  | 310  |